# Clubiona heterosaca
Clubiona heterosaca är en spindelart som beskrevs av Yin et al. 1996. Clubiona heterosaca ingår i släktet Clubiona och familjen säckspindlar. Inga underarter finns listade i Catalogue of Life.